# Anisagrion inornatum
Anisagrion inornatum е вид водно конче от семейство Coenagrionidae. Видът е незастрашен от изчезване.

## Разпространение
Разпространен е във Венецуела и Еквадор.